# Вйоса Османі
Вйоса Османі-Садріу (алб. Vjosa Osmani-Sadriu; нар. 17 травня 1982, Косовська Митровиця) — юристка та політична діячка Косова. Президент Косова з 4 квітня 2021, обрана в третьому турі голосування в парламенті (71 голос зі 120 депутатів парламенту).

## Біографія
Вйоса Османі-Садріу народилася 1982 року в Косовській Митровиці. Початкову та середню школу закінчила з відзнакою в рідному місті.
Здобула ступінь бакалавра права у Приштинському університеті та ступінь магістра права ((LLM), 2005) в Університеті Піттсбурга. 2015 здобула ступінь доктора юридичних наук (J.S.D.) у Піттсбурзькому університеті.
Одружена, матір двох близнючок. Крім рідної мови, також розмовляє англійською, турецькою, іспанською та сербською.

## Діяльність
Викладала у Приштинському університеті та Рочестерському технологічному інституті в Косово. Була запрошеною професоркою у Піттсбурзькому університеті.
Обіймала посаду голови штабу, радниці з питань зовнішньої політики та радниці з правових питань при президенті Республіки Косово. Була представницею президента в комісії, що розробила Конституцію Республіки Косово 2008 року. Була членом юридичної групи в Міжнародному суді ООН в Гаазі під час судового розгляду про правомірність проголошення незалежності Косова у грудні 2009.
За результатами парламентських виборів 12 грудня 2010 року обрана депутатом парламенту Косова. Переобиралася на виборах 8 червня 2014 року та 11 червня 2017 року. На виборах 2017 року здобула понад 64 000 голосів. Очолювала комітет із закордонних справ, діаспори та стратегічних інвестицій і раніше кілька інших комітетів. Кандидат на пост прем'єра на дострокових парламентських виборах 6 жовтня 2019 року від Демократичної ліги Косова. 3 лютого 2020 року, після затвердження Альбіна Курті на посаді прем'єр-міністра призначена спікеркою парламенту Косова. За її кандидатуру проголосували 65 депутатів. Перша жінка на цій посаді. Змінила Глаука Коньюфка, який отримав портфель міністра закордонних справ. Після відставки президента Хашима Тачі 5 листопада 2020 року стала виконувачкою обов'язків президента Косова.
11 січня 2021 року Османі оголосила про розпуск парламенту та призначила позачергові вибори на 14 лютого.

## Нагороди
Османі здобула ступінь бакалавра в Косові зі стипендією від Міністерства освіти, що оцінило її як найкращу студентку Косовського юридичного училища. Разом з тим, була обрана однією з п'ятірки найкращих студентів країни з усіх спеціальностей. 2004 року їй надали стипендію для закінчення магістратури в Піттсбурзькому університеті. 2005 року вона двічі нагороджена Премією «Відмінник За майбутнє» у Піттсбурзькому університеті. 2009 року за досягнуті успіхи знову здобула повну стипендію для закінчення докторантури в тому ж університеті, де знову зосередилась на галузі права.
Вйоса Османі відзначена нагородою Sheth International Achievement Award від Піттсбурзького університету за свій внесок у галузі прав людини.

## Опубліковані праці
Османі опублікувала книги, статті, монографії з міжнародного та комерційного права як албанською, так і англійською мовами.
Також у доробку Османі:
- Роль парламентської дипломатії у формуванні зовнішньої політики Республіки Косово; Університет Піттсбурга, юридичний огляд, FALL, 2014;
- Арбітраж — Посібник для суддів та правників-практиків; USAID, 2008;
- Балкани — закордонні справи, політика та соціальні культури (співавтор розділу «Зовнішня політика Косова»); Публікації університету EPOKA, Тирана, жовтень 2011; ISBN 978-9928-4044-4-2;
- Зовнішня політика Косова: п'ять років, «Політична думка: зовнішня політика та аспекти міжнародної дипломатії», співавторка; 2011, № 43;
- Представництво Косова в Міжнародному суді; Центр міжнародної правової освіти (CILE Notes), вересень 2010, Піттсбурзька юридична школа;
- Господарське право — авторизовані лекції; Університет Рійнвест, Косово, 2008;
- Великий вплив невеликої програми на розвиток верховенства права в Косові («Експорт юридичної освіти: сприяння та вплив країн з перехідною економікою»); Ашгейт, 2009;
- Монографія: «Діти вулиці в Косові»; Фінська програма з прав людини в Косові трьома мовами (англійська, албанська, сербська), 2004.